# Thorey-en-Plaine
Thorey-en-Plaine è un comune francese di 1 015 abitanti situato nel dipartimento della Côte-d'Or nella regione della Borgogna-Franca Contea.

## Società

### Evoluzione demografica
Abitanti censiti